# Juramento
Juramento är en kommun i Brasilien.   Den ligger i delstaten Minas Gerais, i den sydöstra delen av landet, 500 km öster om huvudstaden Brasília. Antalet invånare är 4 110.
Omgivningarna runt Juramento är huvudsakligen savann. Runt Juramento är det glesbefolkat, med 8 invånare per kvadratkilometer.